# ピエール・ミシェル
ピエール・ミシェル（Pierre Michel, 1919年2月15日 - 1945年4月26日）は、第二次世界大戦期フランスの軍人、ドイツ国（ナチス・ドイツ）の武装親衛隊フランス人義勇兵。
当初はフランス陸軍第503戦車連隊（503e Régiment de Chars de Combat (503e RCC)）の少尉であったが、1942年初旬から8月までドイツ陸軍フランス人義勇兵部隊「反共フランス義勇軍団」（LVF：ドイツ陸軍第638歩兵連隊）に所属し、次いで国家社会主義自動車軍団（NSKK）に勤務。
1943年7月、武装親衛隊（Waffen-SS）へ志願入隊。後に第8フランスSS義勇突撃旅団を経て第33SS所属武装擲弾兵師団「シャルルマーニュ」（33. Waffen-Grenadier-Division der SS „Charlemagne“）に所属し、第33SS所属武装戦車猟兵大隊突撃砲中隊長、第57SS大隊第2中隊長を務めた。
独ソ戦の最終局面である1945年4月末、「シャルルマーニュ」師団の生存者の中で戦闘継続を希望した約300名の将兵の1人となり、「フランスSS突撃大隊」（Französische SS-Sturmbataillon）第2中隊長としてベルリン市街戦に参加。4月26日朝、ノイケルンの戦いで顔面に重傷を負って死亡した。最終階級はSS義勇中尉（SS-Frw. Obersturmführer）。

## 武装親衛隊入隊までの経歴

### フランス軍時代
1919年2月15日、ピエール・ミシェルはフランス共和国の首都パリに生まれた。
成長後、工学を専攻する学生であったミシェルは1938年にサン・シール陸軍士官学校（第71期）へ入学した。第二次世界大戦勃発後の1939年9月2日には現役少尉（Sous-lieutenant d'active）としてフランス陸軍第503戦車連隊（503e Régiment de Chars de Combat (503e RCC)）に配属された（ミシェル少尉がドイツ軍と交戦したことを示す記録は無いが、彼の所属部隊である第503戦車連隊は1940年のフランスの戦いでドイツ軍と交戦している）。

### 反共フランス義勇軍団と国家社会主義自動車軍団
フランスが独仏休戦協定に応じてナチス・ドイツの占領下に置かれてから1年以上の時が経った後の1942年初旬、ピエール・ミシェルはドイツ陸軍の指揮下で東部戦線に従軍中のフランス人義勇兵部隊「反共フランス義勇軍団」（LVF：ドイツ陸軍第638歩兵連隊）へ入隊し、第Ⅰ大隊第2中隊長（階級は中尉）として1942年6月から7月にかけて白ロシアで対パルチザン戦に従事した。
しかし8月下旬、ミシェルは作戦中にウクライナ人補助員を誤射した部下と激しく対立し、中隊長職を辞した。辞表を受理した当時の反共フランス義勇軍団第Ⅰ大隊長アンリ・ラクロア少佐（Maj. Henri Lacroix）は、敵に対するミシェルの軟弱な態度を非難した。
フランス帰国後、ミシェルは国家社会主義ドイツ労働者党（NSDAP：ナチス）の機関の1つ「国家社会主義自動車軍団」（NSKK）に参加し、そして約1年間の勤務を経た後の1943年7月5日、同年春からフランス人義勇兵の募集が開始されていた武装親衛隊（Waffen-SS）へ志願入隊した。

## 第8フランスSS義勇突撃旅団

### 訓練期間
1943年8月2日（武装親衛隊へのフランス人の入隊がヴィシー政権によって法律で認可された後の時期）、武装親衛隊へ入隊したフランス人義勇兵の最初のグループがアルザスのゼンハイム親衛隊訓練施設（SS-Ausbildungslager Sennheim）に到着した。ここでピエール・ミシェルは9月1日から10月17日にかけて士官候補生課程を受講し、その後、グラーツの第11SS（装甲擲弾兵）訓練・補充大隊（SS-(Panzergrenadier)Ausbildungs und Ersatz Bataillon 11）に配属された。
10月20日、ミシェルはミュンヘン南部のバート・テルツSS士官学校（SS-Junkerschule Bad Tölz）へ入学した。同期の士官候補生の大部分がドイツ人という環境の中、唯一のフランス人士官候補生として第3期ゲルマン系将校用課程（3. Lehrgang für germanische Offiziere：1943年10月18日 - 1944年3月11日）を履修した。
バート・テルツSS士官学校卒業後の1944年3月18日、ミシェルはSS義勇中尉（SS-Frw. Obersturmführer）に任官した。その後はベネシャウ（Beneschau、チェコ語表記ベネショフ(Benešov)）の第ⅡSS砲兵学校（SS-Artillerieschule II）に赴き、現地で訓練中の他のフランス人将校たちと合流した。
1944年4月初旬、編成中の武装親衛隊フランス人義勇兵旅団は1個突撃旅団（Sturmbrigade）を編成するよう命じられた。彼らはベネシャウから数キロメートル離れた位置にあるネトヴォルシッツ（Networschitz、チェコ語表記ネトヴォジツェ(Netvořice)）の村に集結し、ゼンハイム親衛隊訓練施設から到着した兵を合わせてその兵力を1,000名超に増やした。この時期のフランスSS義勇突撃旅団（Französische SS-Freiwilligen-Sturmbrigade：1944年7月に第8フランスSS義勇突撃旅団と改称）の編成は次の通り。
1944年7月、ピエール・ミシェルSS義勇中尉が第4中隊長を務める第8フランスSS義勇突撃旅団（この時期には1,688名の将兵が所属）は厳しい規律の中、訓練を継続していた。
しかし、ある日の敵空挺兵掃討演習中、第4中隊の兵が禁則事項である狩猟を行った。後にこの事実が明らかになるとミシェルは拘束され、懲罰として第Ⅱ大隊に転属させられた。このため、ミシェルは第8フランスSS義勇突撃旅団第Ⅰ大隊が派遣された1944年8月のガリツィアの戦いに参加することができなかった。

### 1944年8月末　ドイツ陸軍反共フランス義勇軍団との合流
1944年8月末の蒸し暑い土曜日、武装親衛隊の第8フランスSS義勇突撃旅団第Ⅱ大隊の1個中隊がポメラニア（ポーランド北西部）のグライフェンベルク（Greifenberg、現グリフィツェ(Gryfice)）鉄道駅に降り立った。ピエール・ミシェルSS義勇中尉が指揮を執るこの中隊の大半は16、17歳という若いフランス人義勇兵で、彼らは第Ⅰ大隊とともにガリツィアへ出陣できなかったことで気落ちしていた。それでもなお、グライフェンベルクの兵舎に向かう際に彼らはパンツァー・リートを高らかに唄いながら行進した。
やがてミシェルの中隊が兵舎に着くと、そこには先客のフランス人義勇兵たちがいた。彼らはエドガー・ピュオ大佐（Obst. Edgar Puaud / ピュオ本人はこの時ベルリンに出張中で不在）が指揮官を務めるドイツ陸軍反共フランス義勇軍団（LVF）の将兵で、1944年7月18日以来グライフェンベルクに駐屯していたのである。新たにやってきた連中を反共フランス義勇軍団の者たちは兵舎から退屈そうな面持ちで眺め、その武装親衛隊の制服からドイツ兵であると思ったが、連中の制服の左袖に自分たちと同じくフランス国旗の盾章が付いていることに驚いた。
そして、整列した武装親衛隊フランス人義勇兵たちが解散命令を待っている間、反共フランス義勇軍団の者たちは彼らを取り囲んで嘲った。一方、中隊長のミシェルは「兵舎の指揮官であるフランス人大尉」を含む反共フランス義勇軍団の将校グループのもとへ赴き、ナチス式敬礼をした。すると、反共フランス義勇軍団の将校たちはしぶしぶ答礼したため、ミシェルは彼らに向かって即座に警告した。
「貴様たちは7月20日（総統暗殺未遂事件）以来何が起こったのかを知らないのか？ フランス軍同然にドイツ国防軍もおしまいだ。貴様たちをSSに編入する必要がある」（Vous ignorez peut-être ce qui s'est passé depuis le 20 juillet? La Wehrmacht, c'est fini. Tout comme l'armée française. Il faudra vous mettre au pas SS.）
その間、武装親衛隊の若いフランス人義勇兵たちは「先輩」たる反共フランス義勇軍団のフランス人義勇兵を目の当たりにしてショックを受けていた。反共フランス義勇軍団の将兵の身なりはみすぼらしく、中にはロシアの毛皮帽子や派手なスカーフを身につけている者もいた。無秩序が横行し、粗野で下品な会話が飛び交い、下士官は部下をロシア語で罵倒していた。しかし、彼らの制服に付いている勲章と略綬は紛れもなく本物であった。彼ら全員がロシアでの戦闘を経験しており、最古参の者は1941年の厳しい冬（モスクワの戦い）から東部戦線に従軍していた。
その夜、武装親衛隊の者たちが早々に床に就いたのに対し、反共フランス義勇軍団の者たちは街へ繰り出していた。武装親衛隊と反共フランス義勇軍団のフランス人義勇兵の間には明らかに巨大な隔たりが存在していた。
翌日（日曜日）の朝、反共フランス義勇軍団第Ⅰ大隊付従軍司祭ジュスト・ヴェルネイ少尉（Lt. Just Verney）が兵舎の食堂でミサ（典礼）を執り行った。ここには武装親衛隊の者たちも集合しており、彼らは特に興味もなさそうに無言でヴェルネイ司祭の言葉を聴いていた。
この時、ミシェルは食堂の入口に突然現れて「整列！」（Antreten!）と叫んだ。即座に反応した武装親衛隊のフランス人義勇兵たちは机やイスをなぎ倒し、反共フランス義勇軍団の者たちを横へ退けながら駆け足で入口に集合した。ミシェルは「戦車警報！」（Panzeralarm!）と叫んだ後、中隊にこれが抜き打ちの訓練であることを説明し、5分以内に完全装備で広場に集合せよと命じた。突然の出来事によって出席者が退場したヴェルネイ司祭はミサを中止し、反共フランス義勇軍団の将兵はミシェルの中隊が兵舎の正門を出ていく様子を窓から眺めた。
当時、反共フランス義勇軍団の将兵の間には今後に関する様々な噂が流れていた。ある噂によると反共フランス義勇軍団はフランスに帰国してレジスタンス組織「マキ」と戦うといい、別の噂によると武装親衛隊の第8フランスSS義勇突撃旅団と融合するという。そして、第8フランスSS義勇突撃旅団のミシェル中隊がグライフェンベルクに到着したことによって後者の噂が現実のものとなった。

## 1944年秋　「シャルルマーニュ」旅団
1944年9月、ドイツ陸軍・ドイツ海軍・武装親衛隊・その他の組織に所属するフランス人義勇兵の再編・統合に伴って反共フランス義勇軍団と第8フランスSS義勇突撃旅団は解隊され、それぞれの将兵は新設の武装親衛隊フランス人義勇兵旅団（後の第33SS所属武装擲弾兵師団「シャルルマーニュ」）に組み込まれた。
10月、ポメラニアのライシュテン（Leisten、現レシュノ）においてSS所属武装擲弾兵旅団「シャルルマーニュ」の対戦車砲中隊の編成が開始された。これは武装親衛隊と反共フランス義勇軍団のフランス人義勇兵を1つの部隊に統合する最初の試みであり、兵はピエール・ミシェルSS義勇中尉の中隊から、下士官は反共フランス義勇軍団から選ばれた。

### 戦車猟兵大隊突撃砲中隊
この時期、ミシェルは元反共フランス義勇軍団の将校ジャン・ブデ＝グージ武装大尉（W-Hstuf. Jean Boudet-Gheusi）が指揮を執る「シャルルマーニュ」旅団戦車猟兵大隊（Panzerjäger-Abteilung）に配属され、（フランス陸軍時代に第503戦車（対戦車車輌）連隊の将校であったことから）突撃砲中隊の指揮官に就任した。計画（書類）上、この突撃砲中隊は長砲身75mm砲を搭載した突撃砲（Ⅲ号突撃砲G型）14輌、そして突撃砲を護衛する1個随伴歩兵小隊（護衛小隊）で構成されることになっていた。
しかし、書類上では「重」もしくは「重兵器」の名を冠した「シャルルマーニュ」旅団戦車猟兵大隊であったが、実際は絶望的に装備が不足していた。大隊の運転手にはトラックが無く、通信手には野戦電話が無く、ミシェルの突撃砲中隊には約束の14輌の突撃砲が無かった。また、10輌のティーガーⅠ重戦車の支給も約束されていたが、こちらも届いていなかった。大隊内で装備が充実していた中隊は、セルジュ・クロトフSS義勇中尉（SS-Frw. Ostuf. Serge Krotoff）の対戦車砲中隊（75mm対戦車砲を12門装備）のみであった。
11月、ミシェルはグライフェンベルクのフランスSS擲弾兵訓練・補充大隊（Franz. SS-Grenadier-Ausbildungs und Ersatz Bataillon）の第2中隊長を一時務めた後、突撃砲中隊の訓練のためベーメン＝メーレン（チェコ）のヤノヴィッツ（Janowitz、チェコ語表記ヤノヴィツェ(Janovice)）へ向かった。

## 1945年2月下旬～3月　ポメラニア戦線不在
1945年2月下旬、旅団から昇格した第33SS所属武装擲弾兵師団「シャルルマーニュ」は東部戦線のポメラニアへ出陣した。この時点でピエール・ミシェルSS義勇中尉が所属する第33SS所属武装擲弾兵師団「シャルルマーニュ」第33SS所属武装戦車猟兵大隊（Waffen-Panzerjäger-Abteilung der SS 33）の編成は次の通り。
しかし、「シャルルマーニュ」師団第33SS所属武装戦車猟兵大隊がポメラニア戦線に出陣した時、所属の中隊が全て従軍していたわけではなかった。対空砲中隊は1945年1月以来ドイツのフルダ（Fulda）で連合軍の爆撃機を相手にした防空任務に駆り出されており、ミシェルの突撃砲中隊は未だにチェコのベーメンで訓練中であった。さらに、1945年3月1日からミシェル自身は「キーンシュラークSS装甲擲弾兵学校」（SS-Panzergrenadierschule Kienschlag：ベーメンにあるSSの軍学校）でフランス人義勇兵（士官候補生）の訓練教官を務めることとなった。

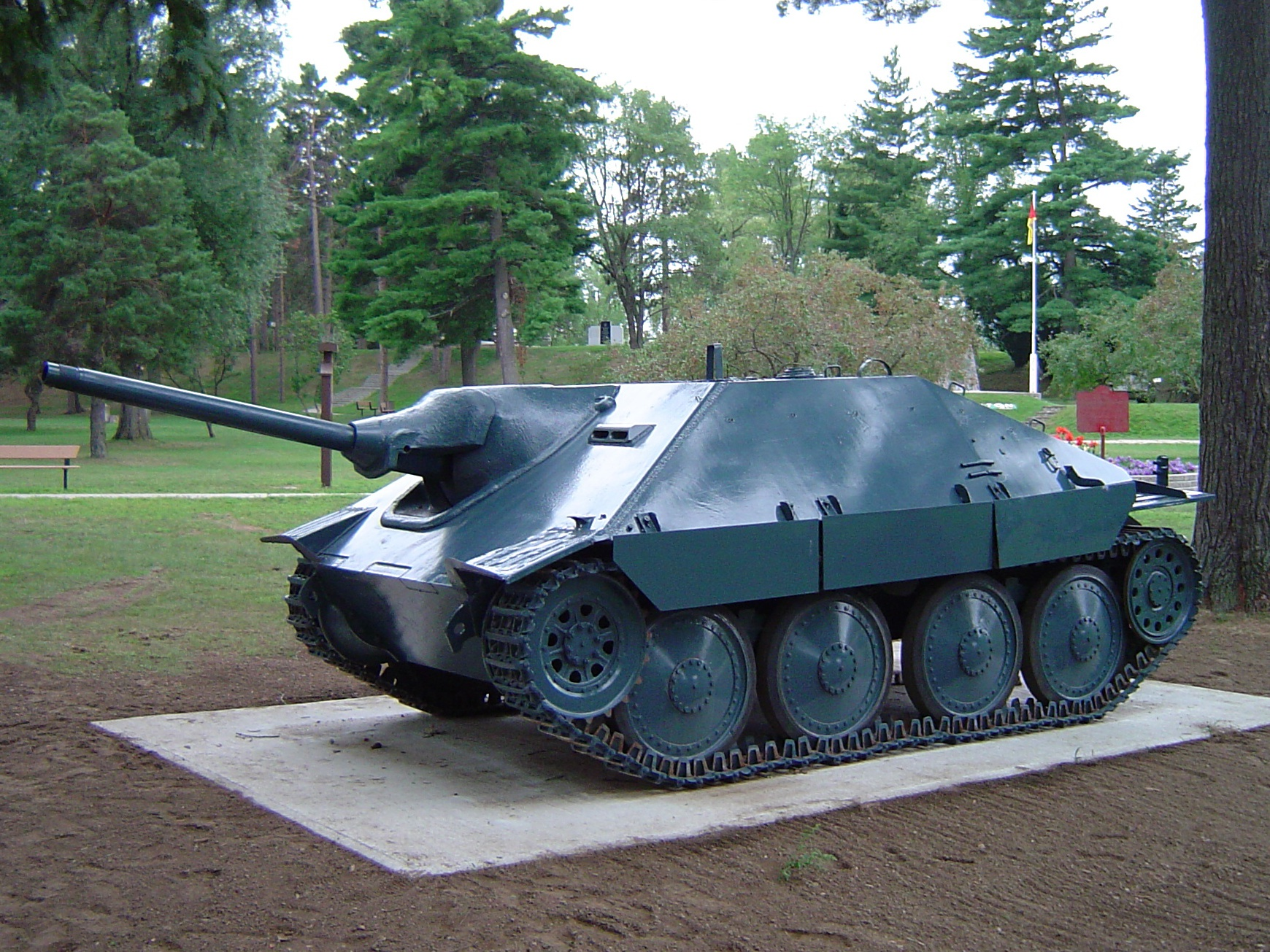
ヘッツァー

やがて、ベーメンでの訓練を終えた突撃砲中隊は38式軽駆逐戦車ヘッツァーを装備し、「シャルルマーニュ」本隊に合流すべく移動を開始した。ところが、その途上のヴォティッツ（Wotitz、チェコ語表記ヴォティツェ(Votice)）にて彼らのヘッツァーはフェルディナント・シェルナー元帥のシェルナー軍集団によって1輌残らず「接収」（喝上げ）されてしまった。
こうして、突撃砲中隊の将兵が訓練の甲斐もなく擲弾兵（歩兵）として「シャルルマーニュ」本隊に帰還したのは1945年4月、ポメラニア戦線（2月下旬～3月）で大損害を被った「シャルルマーニュ」師団が1個連隊としてドイツ北部のノイシュトレーリッツ（Neustrelitz）地域で再編成中の時であった。

### 第57SS大隊第2中隊
1945年4月中旬、キーンシュラークSS装甲擲弾兵学校から「シャルルマーニュ」師団（連隊）へ復帰したピエール・ミシェルSS義勇中尉はアンリ・フネSS義勇大尉（SS-Frw. Hstuf. Henri Fenet）の第57SS大隊（SS-Bataillon 57）に配属され、大隊本部に転属となったリュシアン・アンヌカールSS義勇上級曹長（SS-Frw. Hscha. Lucien Hennecart）の後任として第2中隊の指揮を委ねられた。
「シャルルマーニュ」師団（連隊）第57SS大隊第2中隊の各小隊は、強靭なリーダーシップを持つ次の3名の小隊長
- 第1小隊長　マルセル・アルディSS義勇連隊付士官候補生（SS-Frw. StdJu. Marcel Hardy）
- 第2小隊長　ジャン＝フィリップ・ネロニSS義勇連隊付士官候補生（SS-Frw. StdJu. Jean-Philippe Neroni）
- 第3小隊長　マルク・モングール武装曹長（W-Oscha. Marc Montgour）

によって統率されていた。
第1小隊長アルディは突撃旅団時代の1944年春に訓練で重傷を負ったが、周囲からは優秀な戦闘教官として認知されていた。第2小隊長ネロニは1944年に故郷アルジェリアを出発して武装親衛隊へ志願入隊したピエ・ノワールであり、1945年1月から4月初旬までキーンシュラークSS装甲擲弾兵学校で将校教育を受けていた。第3小隊長モングールは1944年にヴィシー政権期フランス国のリヨンにおいてフランス民兵団戦闘部隊「フラン＝ギャルド」（Franc-Garde）の中隊長を務め、オート＝サヴォワ県グリエール高原（Plateau des Glières）やリムーザンにおける治安維持活動・マキ（ゲリラ）掃討作戦に従事した人物であった（武装親衛隊入隊後は「シャルルマーニュ」師団戦車猟兵大隊突撃砲中隊の護衛小隊（随伴歩兵小隊）長を務めていた）。

## 1945年4月　ベルリン市街戦

### 1945年4月24日　ベルリンへの出発
1945年4月24日の明け方、ソビエト赤軍の包囲下にあるドイツ国（ナチス・ドイツ）首都ベルリン（Berlin）から連絡を受けたフランスSS部隊総監兼「シャルルマーニュ」師団（連隊）長グスタフ・クルケンベルクSS少将（SS-Brigf. Gustav Krukenberg）の命令を受けた第57SS大隊長アンリ・フネSS義勇大尉は中隊長を招集し、それぞれの部下にベルリンへ出発するか後方に残るかを選ばせるよう伝えた。第57SS大隊第1中隊長ジャン＝クレマン・ラブルデットSS義勇少尉と第2中隊長ピエール・ミシェルSS義勇中尉は部下に対し次のように言った。
「ベルリンへの志願者は1歩前へ！」
そして、各中隊がそれぞれ1人の男に向かって1歩足を進めた。
1945年4月24日午前5時30分、グスタフ・クルケンベルクSS少将とアンリ・フネSS義勇大尉が率いる「フランスSS突撃大隊」（Französische SS-Sturmbataillon）の車列はカルピン（Carpin：ベルリンから約90キロメートル北に位置する町村）を出発し、ベルリン目指して行軍を開始した。大隊は道中において赤軍部隊との遭遇を避けるために遠回りをしたり、渡ろうとした橋が国民突撃隊によって誤爆されたりするなどして時間を取られ、同日午後10時頃にようやくベルリン市内のベルリン・オリンピアシュタディオン近隣の国立競技場（Reichssportfeld）へ到着した。
休養を取った後、ベルリン市内で新たな車を与えられたフランスSS突撃大隊は移動を再開し、4月25日午後にはノイケルン区（Neukölln）に到着した。同日の夜、ミシェルの第2中隊の将兵は絨毯の倉庫に宿泊し、貴重な東洋的な絨毯の中でくつろいだ。
なお、4月26日の明け方（午前3時過ぎ）、第2中隊の将兵の一部が赤軍戦車と遭遇し、ベルリン市街戦における武装親衛隊フランス人義勇兵として最初に敵戦車を撃破した。

### 1945年4月26日　ノイケルンの戦い～最期
1945年4月26日早朝、ノイケルン区（ベルリン市街南東部）のフランスSS突撃大隊はノイケルン区役所（Rathaus Neukölln）とその周辺に布陣し、第11SS義勇装甲擲弾兵師団「ノルトラント」（11. SS-Freiwilligen-Panzergrenadier-Division „Nordland“）の戦車部隊の支援を伴った反撃を開始した。ベルリン市街戦・ノイケルンの戦いにおけるフランスSS突撃大隊第2中隊の編成は次の通り。
ピエール・ミシェルSS義勇中尉の第2中隊はマルク・モングール武装曹長の小隊を先頭に、ベルリン通り（Berliner Straße、現カール＝マルクス通り(Karl-Marx-Straße)）からリヒャルト通り（Richardstraße）に沿って出撃した。
しかし、彼らフランスSS突撃大隊第2中隊はソビエト赤軍の猛烈な弾幕射撃に直面した。あらゆる場所に弾丸が飛来する地獄のような状況の中、第2中隊で最初に倒れた者の中には中隊長ミシェルSS義勇中尉も含まれていた。顔面に重傷を負ったミシェルは近くの地下室に退避したが、この負傷が原因で死亡した。満26歳没。

## キャリア

### 党員・隊員番号
- ナチス党員番号（NSDAP-Nr.）：無し
- 親衛隊隊員番号（SS-Nr.）：無し（ 1943年7月5日、フランス人義勇兵として武装親衛隊へ志願入隊。1942年初旬から8月までドイツ陸軍反共フランス義勇軍団（LVF）に所属していた元フランス陸軍少尉）

### 階級

#### フランス陸軍
- 1939年9月2日　現役少尉（Sous-lieutenant d'active）

#### ドイツ陸軍（反共フランス義勇軍団）
- 1942年　中尉（Lieutenant / Oberleutnant）[3]

#### 国家社会主義自動車軍団
不明

#### 武装親衛隊
- 1943年7月　SS（義勇）二等兵（SS-(Frw.)Schütze）[5]
- 1944年3月18日　SS義勇中尉（SS-Frw. Obersturmführer）

### 勲章
不明